# 陸中大橋駅
陸中大橋駅（りくちゅうおおはしえき）は、岩手県釜石市甲子町（かっしちょう）にある、東日本旅客鉄道（JR東日本）釜石線の駅である。

## 歴史
かつては鉄鉱石の積み出しで賑わい、鉱山住宅が軒を連ねていた。

### 年表
- 1944年（昭和19年）10月11日：開業[2]。
- 1984年（昭和59年）
  - 2月1日：荷物の扱いを廃止[5]。
  - 5月11日：貨物の取り扱いを廃止[5]。
- 1987年（昭和62年）4月1日：国鉄分割民営化により、東日本旅客鉄道の駅となる[2][5]。
- 1993年（平成5年）10月1日：CTC化により無人化[3]。陸中大橋駅長が廃止され、釜石駅長管理下となる。
- 2024年（令和6年）10月1日：えきねっとQチケのサービスを開始[1][6]。

なお釜石線の開業前より、1880年（明治13年） - 1883年（明治16年）と1893年（明治26年） - 1965年（昭和40年）には、釜石市とここに存在した鉱山を結ぶ鉄道が存在した。釜石鉱山鉄道を参照。

## 駅構造
島式ホーム1面2線の列車交換可能な地上駅である。副線を有する。釜石駅管理の無人駅である。
有人駅だったころは大きな駅舎を持ち、中には売店もあった。駅舎は無人化後も1996年（平成8年）頃まで残っていたが、今は取り払われホーム上に待合室が残るのみである。上有住駅との間で有名なオメガ (Ω) ループ線を通る。

### のりば
| 番線 | 路線    | 方向 | 行先           |
| ---- | ------- | ---- | -------------- |
| 1    | ■釜石線 | 上り | 遠野・花巻方面 |
| 2    | ■釜石線 | 下り | 釜石方面       |

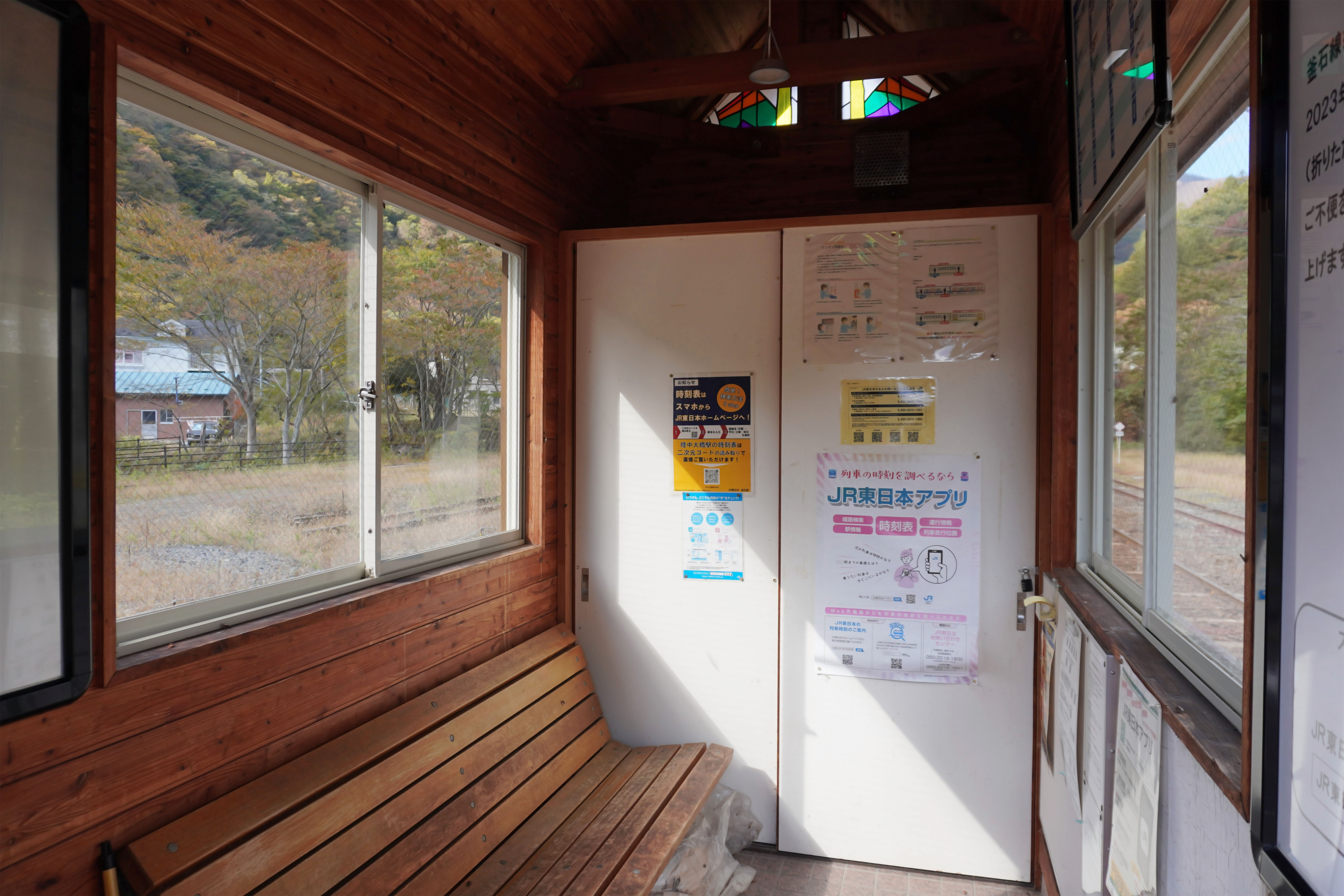
待合室（2023年10月）
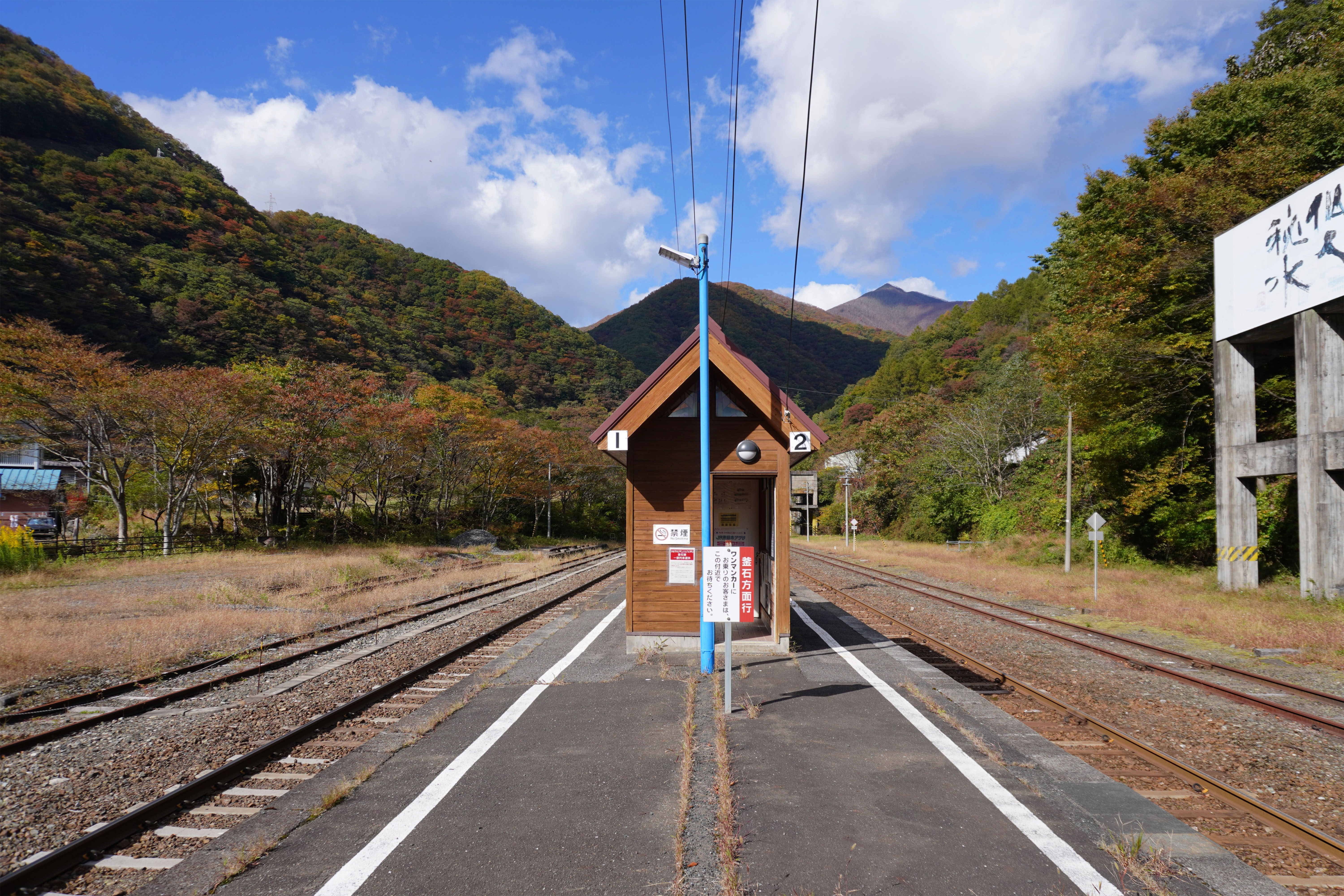
ホーム（2023年10月）
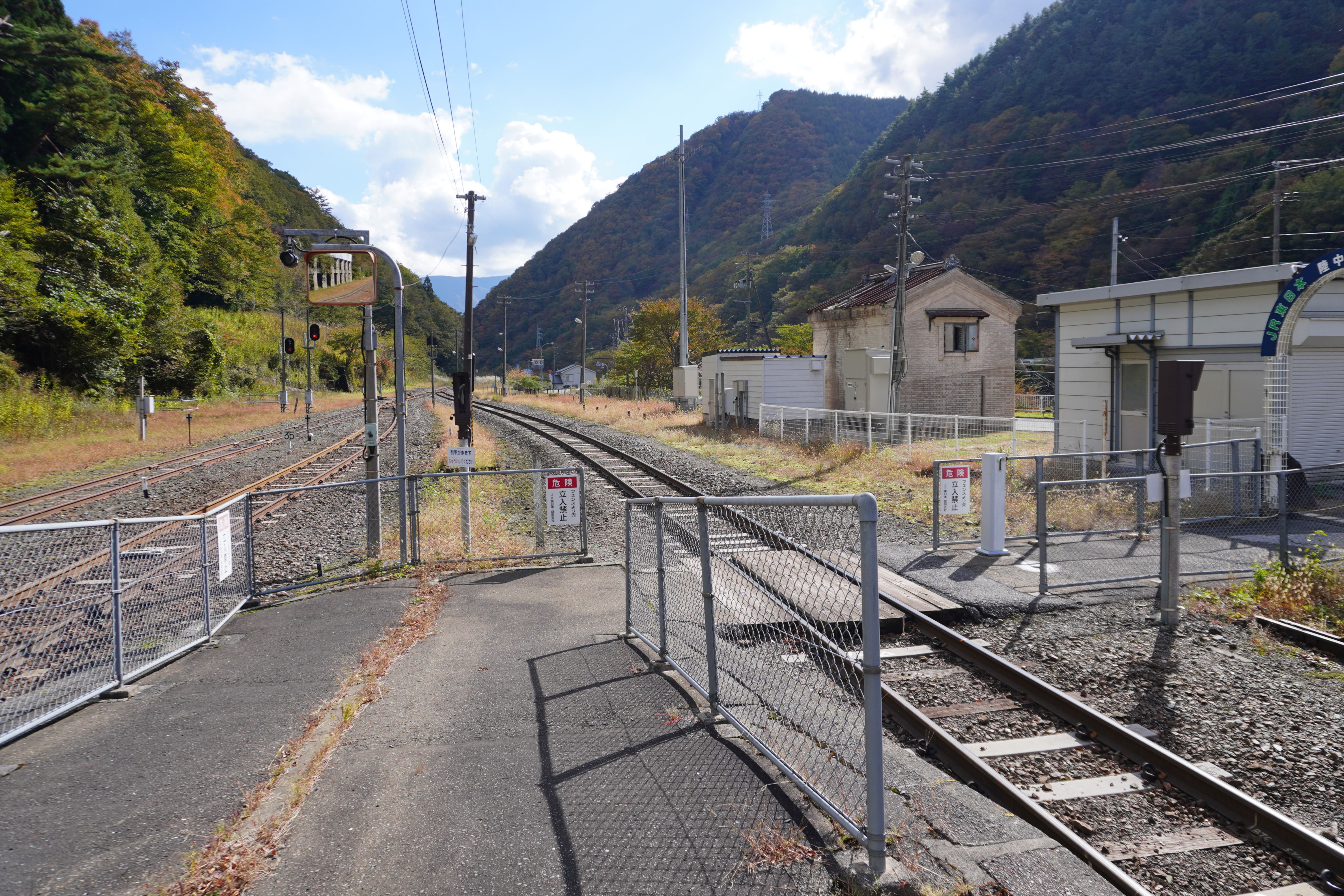
構内踏切（2023年10月）
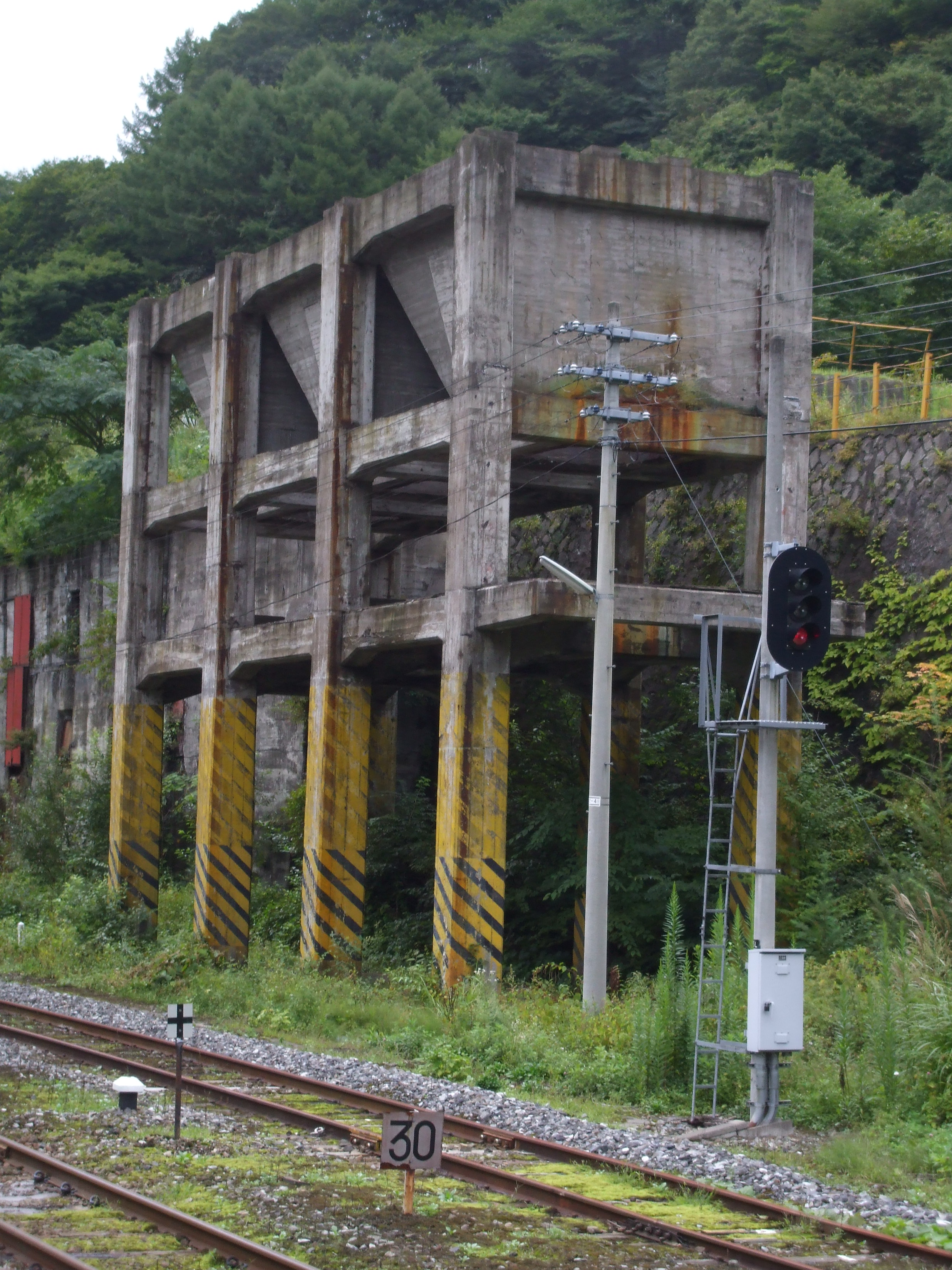
陸中大橋駅構内に残る日鉄鉱業のホッパーの遺構（2010年9月）

## 駅周辺
民家が数軒、商店が1軒ある。
- 国道283号
- オメガループ線[4][9]
- 釜石大橋郵便局
- 釜石鉱山、旧釜石鉱山事務所
- 岩手県交通「大橋」停留所

## その他
- エスペラントによる、「Minaĵo（ミナージョ：鉱石）」という愛称がついている。周辺に釜石鉱山がある。

## 隣の駅
東日本旅客鉄道（JR東日本）
■釜石線
- 臨時快速「SL銀河」停車駅

□快速「はまゆり」
通過
■普通
上有住駅 - 陸中大橋駅 - 洞泉駅